# Yasunori Mitsuda
Yasunori Mitsuda (Tokuyama, 21 gennaio 1972) è un compositore giapponese di musica per videogiochi.
Ha lavorato come tecnico del suono per Final Fantasy V, Romancing SaGa 2, Secret of Mana e come compositore per Chrono Trigger, Xenogears, Chrono Cross ed altri videogiochi. Ha esordito nei videogames proprio con Final Fantasy V e Han-juku Hero.

## Biografia
Nato il 21 gennaio 1972 a Tokuyama, in Giappone, impara a suonare il piano in giovane età ma non è particolarmente interessato ad intraprendere una carriera nel mondo della musica, preferendo lo sport.  Dopo aver visto alcuni film come Poppo-ya, Blade Runner ed i lavori di Henry Mancini, scopre l'interesse per la musica e sogna di comporre colonne sonore per i film.
Mentre frequenta le superiori ha la possibilità di usare un computer per la prima volta: Mitsuda inizia a programmare videogiochi e comporne le musiche, iniziando a prendere lezioni specifiche e pensando di specializzarsi successivamente in ingegneria elettronica.
Dopo il diploma però, prende la decisione di trasferirsi a Tokyo e iscriversi al conservatorio, dove ha modo di approfondire le sue conoscenze musicali così come avere un'esperienza diretta della scena musicale giapponese, tramite i suoi insegnanti.
Nel 1992 decide di rispondere all'annuncio di una allora piccola compagnia di videogiochi di nome Squaresoft, in cerca di un compositore. Nonostante un colloquio da lui definito "disastroso" viene assunto ma non inizia subito a comporre: per i suoi primi 4 progetti (Hanjuku Hero, Final Fantasy V, Secret of Mana and Romancing SaGa 2) lavorerà solo come tecnico del suono. 
Nel 1994 Mitsuda, non felice di ciò e capendo di dover prendere posizione se voleva avanzare di carriera e avere uno stipendio migliore, decide di discutere con il vice presidente della Squaresoft, Hironobu Sakaguchi, dandogli un ultimatum: lasciarlo lavorare come compositore oppure si sarebbe licenziato.
Dopo una intensa discussione ottiene la possibilità di lavorare su un videogioco, Chrono Trigger, ma non riesce a completarla perché afflitto da ulcere gastriche dovute ai suoi eccessivi sforzi e allo stress e costretto ad operarsi. Realizzerà comunque gran parte dei brani. La colonna sonora del videogioco sarà completata da Nobuo Uematsu e Noriko Matsueda e sarà ricordata come una delle migliori colonne sonore della storia dei videogames.
In un'intervista concessa nel 2002, Mitsuda stesso, nonostante avesse ormai già composto un elevato numero di colonne sonore, ritiene ancora che Chrono Trigger sia il suo miglior lavoro.

Mitsuda ha lavorato poi per la Squaresoft su altri quattro giochi: Front Mission: Gun Hazard (dove lavorò nuovamente fino allo stremo), Tobal No. 1 e Radical Dreamers nel 1996 e Xenogears nel 1998.
Proprio in quest'anno Mitsuda lascia la Square per lavorare come compositore freelance: tuttavia collabora ancora con essa per le musiche di Chrono Cross.
Nel novembre 2001 fonda una sua compagnia per produrre musica, Procyon Studio, così come un'etichetta discografica di nome Sleigh Bells. Inizialmente composta dal solo Mitsuda e da alcuni tecnici, la compagnia è cresciuta poi nel corso degli anni.
Tra gli altri suoi lavori Xenosaga Episode I: Der Wille zur Macht, Shadow Hearts e Luminous Arc, Soma Bringer, Xenoblade (con altri compositori), Inazuma Eleven e Specter.
Nel corso della sua carriera ha lavorato anche su riarrangiamenti di alcuni suoi lavori come Chrono Trigger Arranged Version: The Brink of Time e Xenogears: Creid e pubblicato l'album indipendente Kirite, la cui storia è stata scritta dall'amico ed ex-collega in Square Masato Kato.
Ha fatto un featuring con il rapper SahBabii: la base della canzone "Purple Umbrella" è composta da lui.
Un pezzo di Yasunori Mitsuda, "Dream of the Shore Bordering Another World" del videogioco Chrono Cross era stato campionato da Claver Gold nella canzone "Blu Cobalto".

## Colonne sonore di videogiochi
Come tecnico del suono:
1992
- Final Fantasy V
- Han-juku Hero

1993
- The 7th Saga
- Romancing SAGA 2
- Secret of Mana

Come compositore:
1995
- Chrono Trigger - Con Nobuo Uematsu e Noriko Matsueda (anche con Tsuyoshi Sekito nella versione PlayStation)

1996
- Front Mission: Gun Hazard
- Tobal No. 1
- Radical Dreamers

1998
- Xenogears
- Mario Party

1999
- Bomberman 64 - Con Yoshitaka Hirota
- Chrono Cross
- Mario Party 2 - Con Hironao Yamamoto, Syohei Bando, Kazuhiko Sawaguchi

2001
- Legaia 2: DuelSaga - Con Hitoshi Sakimoto e Michiru Oshima
- Shadow Hearts
- Tsugunai: Atonement

2002
- The Seventh Seal
- Xenosaga Episode I: Der Wille zur Macht

2003
- Shadow Hearts: Covenant - Con Yoshitaka Hirota, Kenji Ito e Tomoko Kobayashi

2004
- Graffiti Kingdom
- Deep Labyrinth

2005
- Tsukiyo ni Saraba - Con Miki Higashino
- Tantei Kibukawa Ryosuke Jiken Dan: The Masquerade Lullaby - Con Takanari Ishiyama e Kazumi Mitome

2006
- Monster Kingdom: Jewel Summoner

2007
- Luminous Arc - Con Kazumi Mitome, Akari Kaida e Shota Kageyama
- Soukou Kihei Armodyne

2008
- Inazuma Eleven
- Soma Bringer
- Sands of Destruction - Con Shunsuke Tsuchiya e Kazumi Mitome
- Arc Rise Fantasia - Con Shunsuke Tsuchiya e Yuki Harada

2009
- Lime Odyssey
- bQLSI Star Laser
- Inazuma Eleven 2

2010
- Inazuma Eleven 3
- Xenoblade Chronicles - Con ACE+, Manami Kiyota e Yōko Shimomura
- Inazuma Eleven 3 – con Natsumi Kameoka

2011
- Inazuma Eleven Strikers – con Natsumi Kameoka
- Half-Minute Hero: The Second Coming - con altri colleghi
- pop'n music 20 fantasia – traccia "Tradria")
- Inazuma Eleven Strikers 2012 Xtreme – con Natsumi Kameoka
- Tokyo Yamanote Boys: Dark Cherry Disc - opening "Overture"

2012
- Kid Icarus: Uprising – Tracce "Opening", "Chapter 1: The Return of Palutena" e "Boss Battle 1")
- Black Wolves Saga: Bloody Nightmare - Traccia "Dear Despair"
- Inazuma Eleven 1.2.3!! The Legend of Mamoru Endo
- Inazuma Eleven GO 2: Chrono Stone – con Natsumi Kameoka
- Inazuma Eleven GO Strikers 2013 – con Natsumi Kameoka

2013
- Soul Sacrifice – con Wataru Hokoyama
- Soukyuu no Sky Galleon – Traccia "Main Theme"
- DoDoDo! Dragon – con Shunsuke Tsuchiya
- Ken ga Kimi – Ending "Forever, and One"
- Inazuma Eleven GO Galaxy

2014
- Soul Sacrifice Delta – con Wataru Hokoyama
- Inazuma Eleven Online
- Terra Battle – solo una traccia
- Ten to Daichi Megami no Mahou - Solo "Main theme"

2015
- Chunithm: Seelisch Tact – Traccia "Alma"
- Stella Glow – con Shunsuke Tsuchiya

2016
- Edge of Eternity – con Cedric Menendez

2017
- Xenoblade Chronicles 2 - con ACE, Kenji Hiramatsu e Manami Kiyota
- Final Fantasy XV Episode Ignis

2022
- Xenoblade Chronicles 3 - con Manami Kiyota, ACE, Kenji Hiramatsu e Mariam Abounnasr

Arrangiamenti:
- Mega Man Legends 2
- Super Smash Bros. Brawl
- Hundred Years' War: Euro Historia - con Shunsuke Tsuchiya, Maki Kirioka e Natsumi Kameoka
- Super Smash Bros. per Nintendo 3DS e Wii U - "Forest/Nature Area" e "Mii Channel"

## Colonne Sonore di anime
- Pugyuru (2004)
- Inazuma Eleven (2008)
- Inazuma Eleven - Il Film - L'attacco della squadra più forte - Gli Ogre (2010)
- Inazuma Eleven GO Chrono Stone (2012) – con Shiho Terada e Natsumi Kameoka
- Chōyaku hyakunin isshu: Uta koi (2012) – con Maki Kirioka
- Gekijōban Inazuma Eleven GO vs Danball senki W (2012) – con Natsumi Kameoka e Rei Kondoh
- Inazuma Eleven GO Galaxy (2013) – con Natsumi Kameoka
- Inazuma Eleven: Chou Jigen Dream Match (2014)
- Kuroshitsuji: Book of Circus (2014)
- Kuroshitsuji: Book of Murder (2014)
- Dungeon Food (2023)